# Lloyd Barker
Lloyd Barker, né le 12 décembre 1970 à Kingston, est un footballeur international jamaïcain ayant principalement évolué dans les championnats nord-américains.

## Biographie

### Carrière de joueur
Le 22 novembre 2004, il obtient sa première sélection avec l'équipe jamaïcaine dans une défaite 3-0 en match amical face aux États-Unis.

### Reconversion
Le 24 juillet 2007, il est nommé entraîneur-chef de l’équipe de soccer masculine des Stingers de l’Université Concordia. Le 8 janvier 2013, il délaisse sa charge d'entraineur pour se concentrer sur son rôle de consultant à la télévision.